# Черников (Краснодарский край)
Че́рников — хутор в Прикубанском внутригородском округе города Краснодара. Входит в состав Берёзовского сельского округа.

## География
Хутор Черников расположен в северо-западной части городского округа Краснодара, возле границы с Динским районом. Основное автотранспортное сообщение (автобус 140А и маршрутка 121А) производится через хутор Копанской, который расположен в 2,5 км к юго-западу. В 2,7 км к северо-востоку расположено село Примаки Динского района.

## История
Хутор основан в 1898 году как поземельное товарищество Черниковское при хуторе Марьянском, позже ставшем станицей Воронцовской. В 1911 году товариществу принадлежало 650 десятин земли (из неё 550 десятин пахотной, 25 — сенокоса и 75 выгона), проживало 108 человек (50 мужчин, 58 женщин) в 16 дворах.
По данным текущего учёта на начало 1925 года хутор входил в состав Воронцовского сельсовета Медвёдовского района Кубанского округа Северо-Кавказского края; в нём был 31 двор и 220 человек населения (по 110 мужчин и женщин).
По переписи 1926 года — в том же сельсовете Краснодарского района. На хуторе было 32 хозяйства. Из 200 человек населения (95 мужчин, 105 женщин) великороссы составляли 55 %, украинцы — 45 %.
В 1955 году хутор входил в состав Копанского сельсовета Новотитаровского района Краснодарского края.
1 февраля 1963 года Новотитаровский район был присоединен к Динскому сельскому району. Хутор вошёл в Новотитаровский сельский совет.
21 ноября 1979 года хутор был передан в административное подчинение Елизаветинского сельсовета Прикубанского района города Краснодара, а к 1988 году он вошёл в состав Берёзовского сельского совета Прикубанского района.
По данным текущего учёта на 1 января 1999 года на основе переписи 1989 года на хуторе Берёзовского сельского округа в 5 хозяйствах постоянно проживало 8 человек.

## Население
| 2002 | 2010 |
| ---- | ---- |
| 14   | ↗147 |

По переписи 2002 года в национальной структуре населения русские составляли 86 %.
По переписи 2010 года — 147 человек (70 мужчин, 77 женщин).

## Инфраструктура и улицы
На хуторе всего одна улица — Центральная. В настоящее время хутор со всех сторон полностью окружён садоводческими товариществами (скорее всего, они учтены в численности населения по переписи 2010 года).